# Xu Fuguan
Xu Fuguan (Chinese: 徐复观 / 徐復觀 Xú Fùguān), 1902/1903 - 1982), fue un intelectual e historiador Chino que hizo notables contribuciones a los estudios de Confucio. Es un miembro del Nuevo Confucionismo, un movimiento filosófico iniciado por Xiong Shili, amigo y maestro de Xu. Otros miembros importantes del Nuevo Confucionismo son Mou Zongsan y Tang Junyi. (唐君毅).

## Biografía
Xu nació en 1902 o 1903. Su padre enseñaba en una escuela privada para niños que eran promesas académicas para convertirse en profesores certificados. En su adolescencia, Xu se fue a Wuhan, que era en esa época el centro cultural donde abundaban las influencias extranjeras. Wuhan también fue un área importante para la Revolución Republicana de 1911 y que terminó con 2000 años de imperialismo en China. Xu pasó 15 años con el ejército nacionalista y obtuvo el rango de gran coronel. Con la confianza de Chinag Kai-shek (Jiang Jieshi), líder del Partido Nacionalista, Xu fue enviado a Yan´an a discutir con los nacionalistas y comunistas una cooperación contra la invasión japonesa. En Yan´an, Xu conoció a Mao Zedong y a Zhou Enlai, quienes eran oficiales comunistas.
Después de dejar al ejército, Xu ocupó varios puestos educativos, publicó una revista escolar y después se involucró en la política, trabajando como consejero de Chiang Kai-shek hasta 1946. Después se hizo un devoto del estudio de los libros (editando artículos académicos) en la isla de Taiwán, donde los Nacionalistas habían retrocedido. En 1949. Entre 1955 y 1969, él enseñó en el Departamento Chino de la Universidad de Tunghai. Debido a que la universidad no tenía un departamento de filosofía, Xu hizo que los estudiantes mostraran interés en la filosofía dentro del Departamento Chino.
Algunos de estos estudiantes, como Tu Weiming, se volvió una eminencia académica. Xu también enseñó en el Instituto de Investigación de Nueva Asia en Hong Kong.
.
Xu era un escritor y pensador y su trabajo se hizo en diferentes volúmenes. Mientras estaba en Taiwán y Hong Kong, Xu escribía frecuentemente para periódicos. Xu fue muy importante detrás del manifiesto en cultura China en 1958, el cual es visto por muchos maestros como un logro del Nuevo Confucionismo. A pesar de este manifiesto, Xinzhong Yao declaró: ¨El primer esfuerzo por revivir en Confucionismo en los años 50´s fue un documento hecho por tang Junyi, Mou Zongsan, Zhang Junmai y Xu Fuguan y fue publicado el primer día de 1958, titulado ‘Una declaración de la cultura China a los Escolares del mundo’. La declaración resta la preocupación de los autores acerca de la dirección del desarrollo humano, el valor de la cultura China, e impulsa a estudiosos Chinos y del Oeste a entender la cultura China, alegando que sin un entendimiento adecuado de la cultura China, la percepción de China será distorsionada y los chinos no tendrán futuro.¨
Xu Fuguan murió en Hong Kong en 1982.   <5>